# Keléd
Keléd je obec v maďarské župě Vas.
Rozkládá se na ploše 8,72 km² a roce 2011 zde žilo 69 obyvatel.